# Fullettu
Le fullettu (traduit par Follet en français) est un lutin du folklore corse.
Selon Claude Seignolle, il possède « une main en fer ou en plomb, et l’autre en étoupe » et « s’attaque surtout aux gens qui sont couchés ; il les met tout nus en hiver, et frappe sur leurs fesses avec sa main de plomb. Quelquefois il jette de l’eau dans le lit pour forcer à se lever. »
Cette créature imaginaire est à rapprocher du fallet de Haute-Maurienne, du foulat de Tarentaise ou encore du fouleton provençal.